# Cavalier-kingcharlesspaniël
De cavalier-kingcharlesspaniël is een kleine gezelschapshond, die heel erg gesteld is op gezelschap (zowel andere honden als mensen). Het ras heeft een redelijk lange zachte vacht en lange oren. Het ras stamt uit de twintigste eeuw maar heeft zijn wortels in een ouder ras, de kingcharlesspaniël, die vooral door de snuit verschilt. Er worden officieel vier kleuren erkend: black & tan, ruby, blenheim en tricolour.
De huidige cavalier is een directe afstammeling van de kleine kingcharlesspaniël, die staat afgebeeld op vele schilderijen uit de 16e, 17e en 18e eeuw. De (normale) spaniëls, die voor de jacht gebruikt werden, hadden een aantal uiterlijke eigenschappen gemeen: lange beharing met bevedering aan de voor- en achterpoten, sterk behaarde, vlak afhangende oren, een vriendelijk karakter en een onvermoeibaar kwispelend staartje. De benaming van de rood-witte variëteit van de cavalier verraadt nog de link met de adel. Honden van deze kleurslag werden jarenlang gefokt door de opeenvolgende hertogen van Marlborough op Blenheim Palace.

## Vacht

### Haar
De cavalier-kingcharlesspaniël heeft over zijn hele lichaam lang zijdezacht haar. De rassenstandaard van de FCI specificeert dat het haar vrij is van krullen, een lichte golving is toegestaan. Wanneer de honden ouder worden groeit de bevedering op hun borst, oren, staart, poten en voeten. De rassenstandaard eist dat dit lang wordt gehouden.

### Kleuren
De rassenstandaard specificeert vier kleurcombinaties, elke andere kleur of combinatie is ongewenst.
- Black & tan: Ravenzwarte vacht met Tan (bruin) gekleurde aftekeningen zonder wit. De aftekeningen moeten op de binnenzijde van de oren, onder de ogen (op wangen), op de borst, binnenzijde poten en onderzijde staart zijn.
- Ruby: Deze variant is volledig donkerrood gekleurd.
- Blenheim: De hoofdkleur van de vacht is een parelachtig wit met kastanje gekleurde vlekken. De markeringen op het hoofd moeten symmetrisch zijn, tussen de oren moet een witte stip of streep staan.
- Tricolour: De vacht is zwart en wit en is goed verdeeld en gebroken, er zijn Tan (bruin) aftekeningen. De aftekeningen moeten op de binnenzijde van de oren, onder de ogen (op wangen), op de borst en onderzijde staart en eventueel aan de binnenzijde van de poten zijn.

## Gedrag

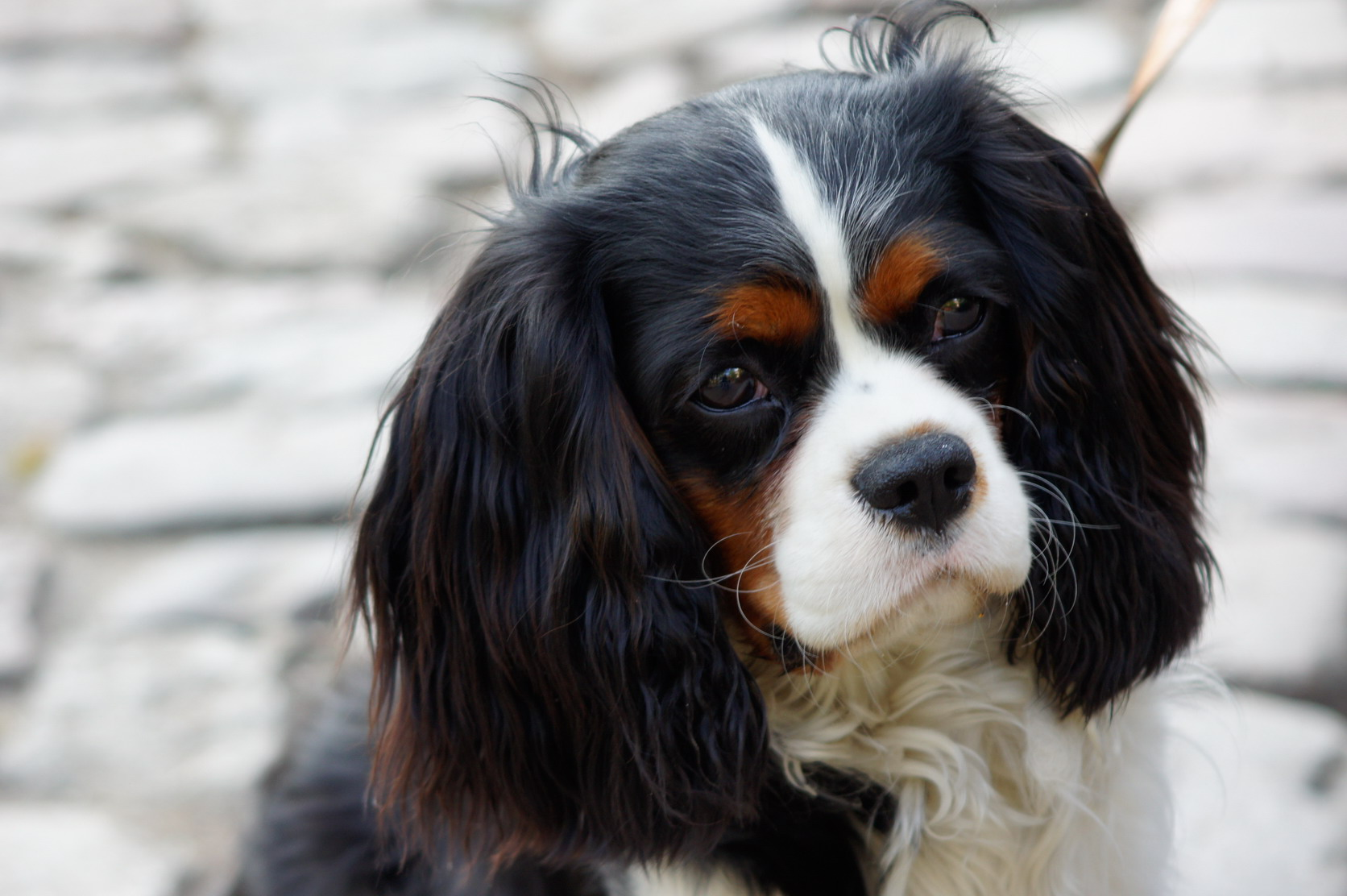
Cavalier-kingcharlesspaniël (tricolour)

De cavalier-kingcharlesspaniël behoort tot de Engelse spaniëls en is een van de vriendelijkste hondenrassen. Honden die behoren tot dit ras zijn sportief, maar deze honden zijn heel aanpasbaar en willen er gezellig bij zijn. Hun gedrag is vriendelijk en niet-agressief. Ze hebben geen aanleg tot nervositeit.

## Gezondheid
Het ras is zeer ingeteeld en er wordt met een genetisch zeer beperkte genenpool gefokt die terugvoert op slechts weinig individuen. Ook is er sprake van een vrij singuliere selectie alleen op een gewenst uiterlijk.
Omdat voor het fokken van de cavalier veelvuldig gebruik wordt gemaakt van een kleine populatie onderling sterk verwante dekreuen en er niet gelet wordt op eventuele erfelijke aandoeningen is een ziektegevoelig ras ontstaan. Erfelijke hartproblemen, oogproblemen, gewrichtsproblemen (knie en heup en ellebogen) komen vaak voor. Ook diverse andere erfelijke problemen kunnen voorkomen. Er kan ook een vorm van epilepsie, Episodic Falling, voorkomen. Hierbij krijgt de hond een toeval maar blijft wel bij bewustzijn.
Bij vele kleinschedelige rassen kan de ziekte syringomyelie (SM) voorkomen. Zo ook bij de cavalier. Doordat de hersenen van cavaliers vaak te groot zijn voor de schedel (Chiari-malformatie) drukt deze tegen het ruggenmerg. Dit veroorzaakt chronische pijn en kan ook het zogenaamde 'luchtkrabben' veroorzaken.
Doordat de snuit erg plat is kan de cavalier slecht ademhalen en komt de hond snel in ademnood (brachycefaal obstructief syndroom). Daarnaast is de hond ook extreem gevoelig voor middenoorontsteking (primaire secretoire otitis media).
In Nederland is inmiddels een fokprotocol voor de cavalier ingevoerd. Elke cavalier moet, voor ermee gefokt wordt, met een MRI-scan op syringomyelie worden gescand. Indien deze ziekte aanwezig is, dan krijgen de puppy’s geen stamboom.
Alle fokkers die aangesloten zijn bij de Cavalier Club Nederland fokken volgens het Fokreglement, wat onder andere inhoudt dat de harten van alle fokdieren gescreend worden door middel van een dopplertest en dat alle fokdieren op SM gescand worden door middel van een MRI-scan. Ook worden de fokdieren door goede fokkers getest op patellaluxatie (losse knieschijf) en ziektes van de ogen.

## Bekende cavalier-kingcharlesspaniëls
- Kenneth en Carla, de honden van Pim Fortuyn (hierdoor is het ras bekender geworden in Nederland).
- Pino, speelde Einstein in de Nederlandse Schooltv-serie 'Prof. Dr. Testkees'.
- Rex, de hond van president Ronald Reagan.
- Dash, de hond van Koningin Victoria van Groot-Brittannië en Ierland.
- Charlie, de hond van Hugh Hefner
- Harley en Hooper van Courteney Cox
- Charlie van Jennifer Love Hewitt
- Midge van Amanda Bynes
- Sit Digby van Mickey Rooney
- Lucy, de hond van Lindsey Vonn